# Podkopná Lhota
Obec Podkopná Lhota se nachází v okrese Zlín ve Zlínském kraji. Žije zde 316 obyvatel.

## Historie
První písemná zmínka o obci pochází z roku 1644.

## Pamětihodnosti
- Kaple svatého Václava
- Socha Panny Marie
- Svatohostýnská valašská dřevnice

## Galerie

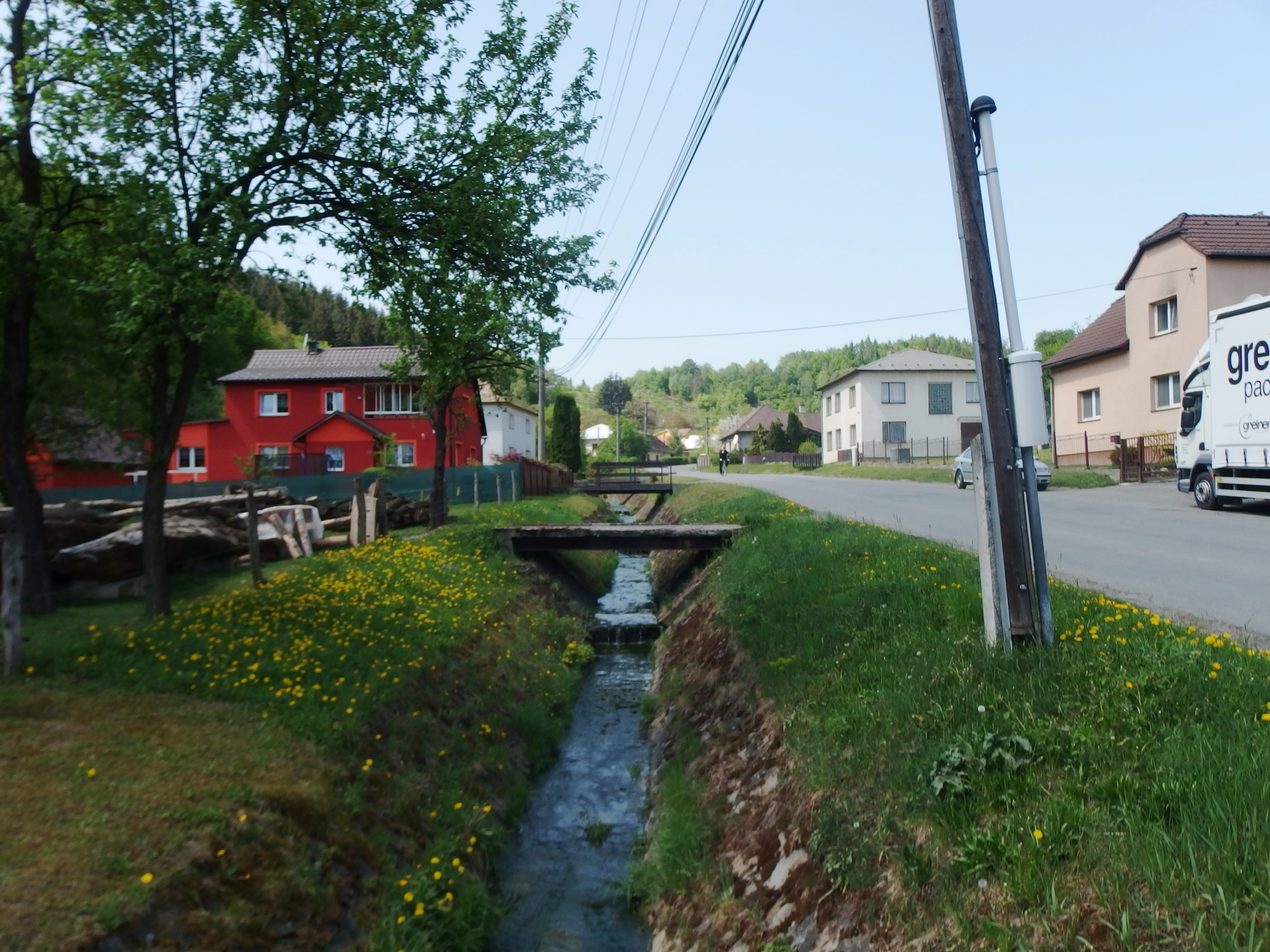
Potok a hlavní ulice
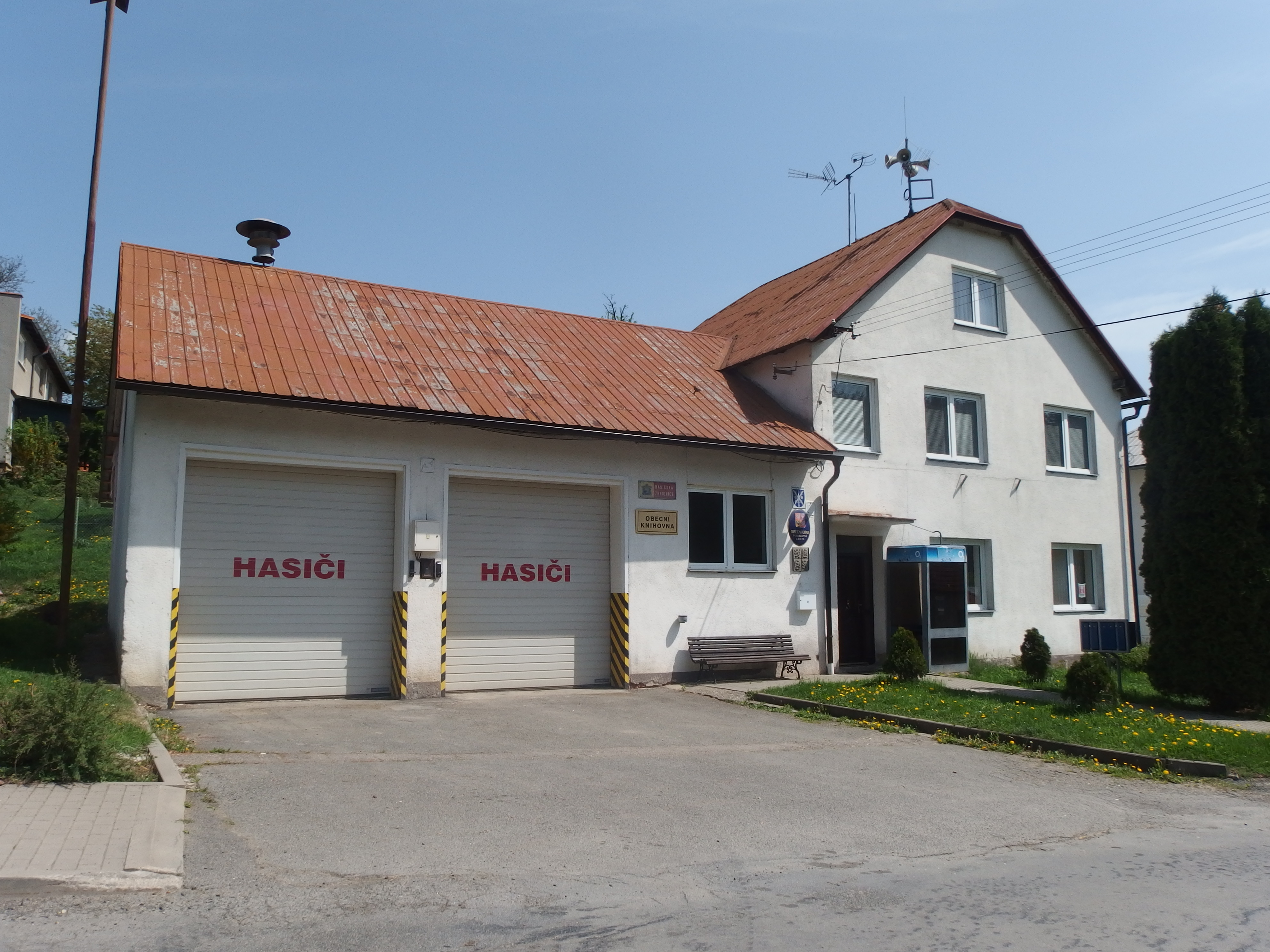
Obecní úřad
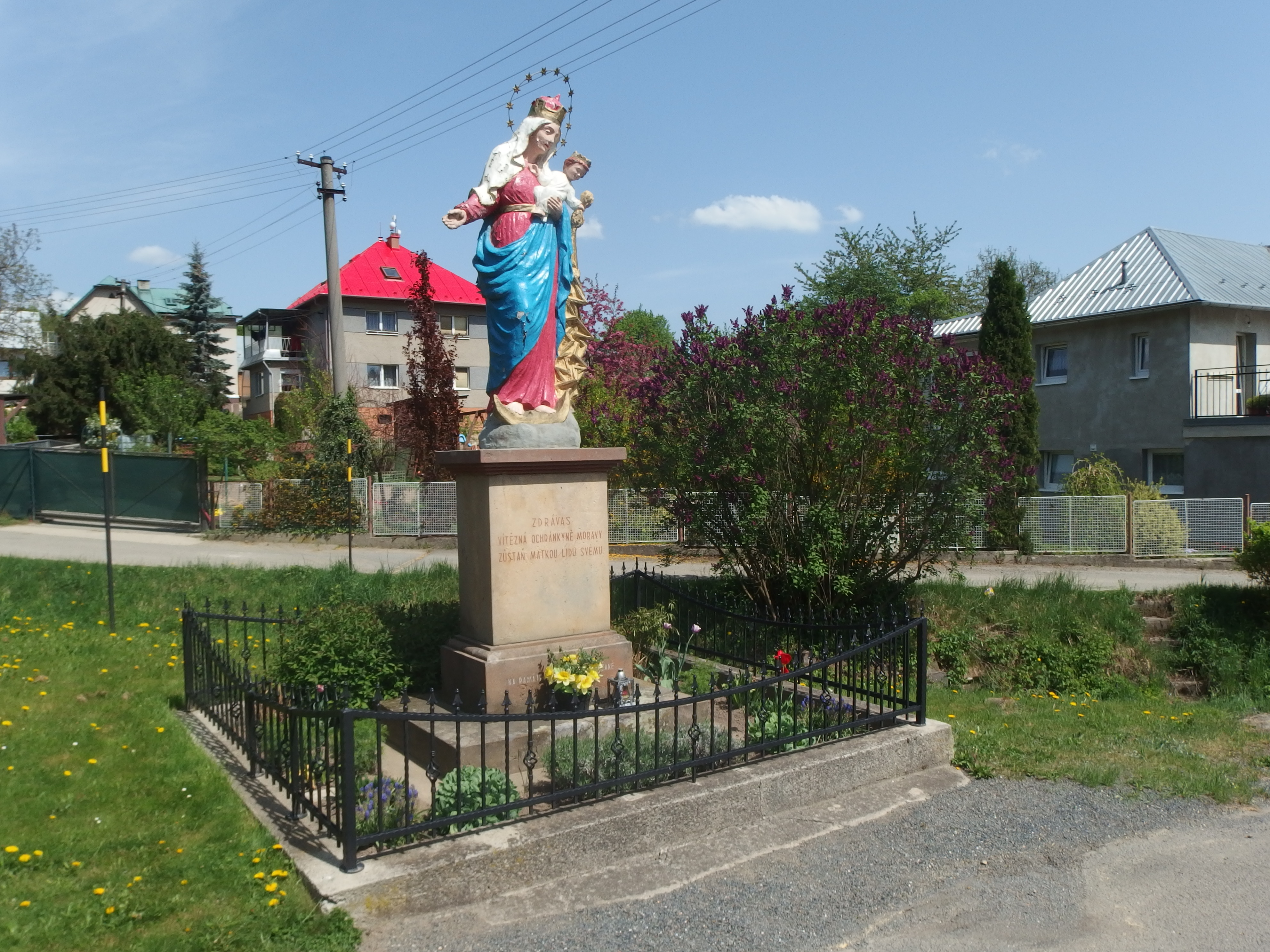
Socha Panny Marie Svatohostýnské
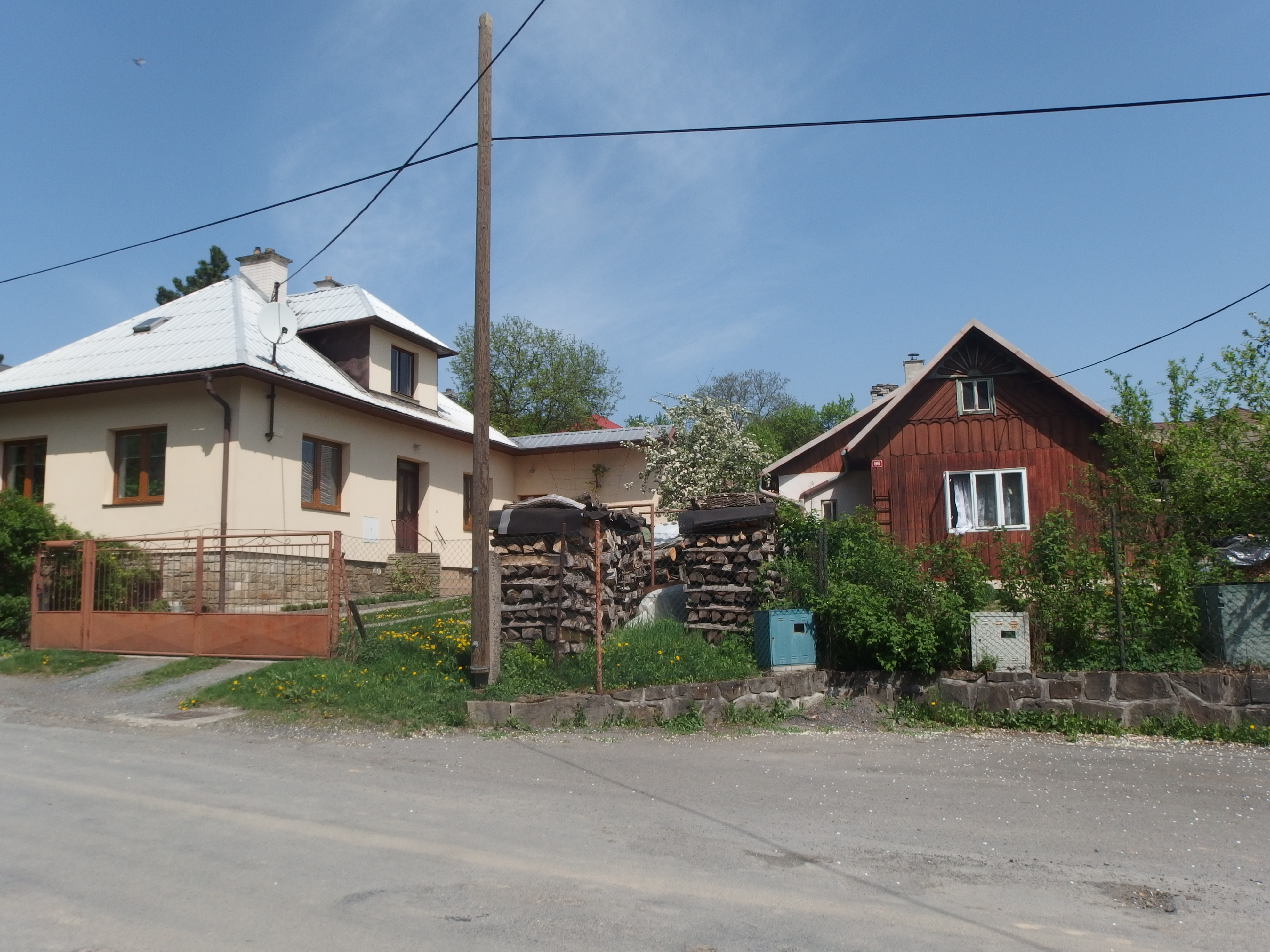
Domy ve středu vesnice